# Musée Polytechnique
Le musée Polytechnique (russe : Политехни́ческий музе́й) est un des plus anciens musées scientifiques russes. Ses locaux sont situés dans le centre de Moscou. 

## Historique

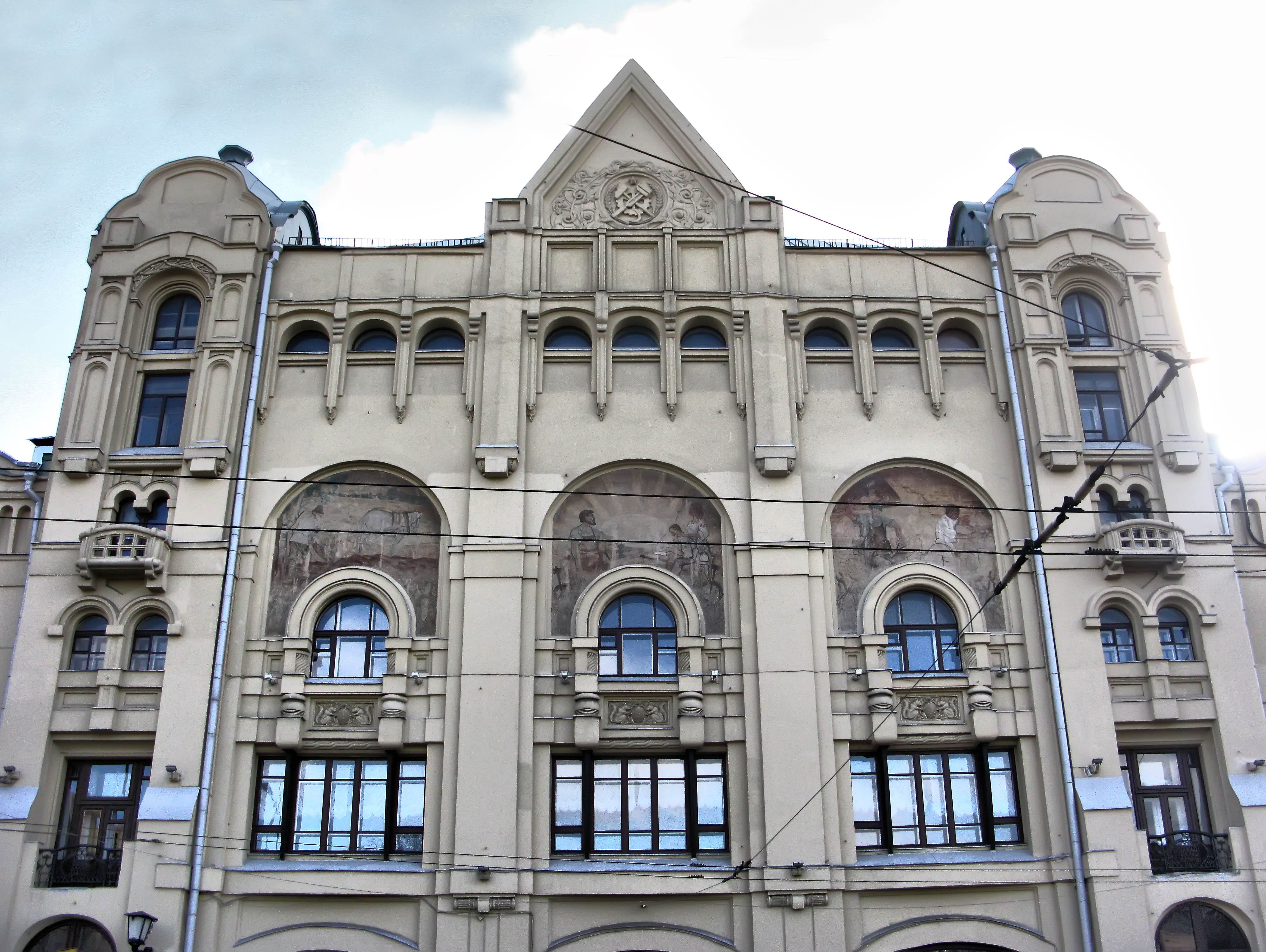
Vue du Musée polytechnique, Moscou.

Il a été créé en 1872 dans le cadre du 200e anniversaire de la naissance de Pierre le Grand à l'initiative de la Société des amateurs de sciences naturelles, d'anthropologie et d'ethnographie. Son objectif initial est d'exposer des réalisations techniques reflétant les progrès passés et contemporains. Au début des années 1930, il est mis au service de la propagande en présentant les avancées de l'industrie et de l'agriculture soviétique et en contribuant à la formation des ouvriers. Après la Seconde guerre mondiale, on le charge de diffuser les réalisations des scientifiques et des académiciens soviétiques les plus éminents. En 1988 il est désigné par les autorités soviétiques comme le principal musée de l'histoire des sciences et des technologies de l'Union soviétique. Le gouvernement russe décide en 2010 de rénover en profondeur le musée pour en faire un modèle pour les autres musées scientifiques du pays. Dans le cadre de ce projet un deuxième bâtiment situé sur le site de l'université d'État de Moscou doit être créé pour abriter des expositions temporaires, mener des projets interdisciplinaires et abriter les réserves du musée.

## Collections
Les collections du musée comprennent 160 000 objets qui sont exposés dans 65 salles et qui sont relatifs aux domaines de la chimie, des mines, de la métallurgie, des transports, de l'énergie, de l'optique, de l'automatisation, de l'informatique, de l'électronique, des communications et de l'exploration spatiale. Le musée est en cours de rénovation en 2018.

## Conférences historiques
Outre sa fonction de musée, cet établissement a joué un rôle essentiel dans l'éveil du pays à la science et à la culture : de 1913 à 1918, ce fut une tribune de l’Avant-garde russe, grâce aux conférences qu'y ont données Vladimir Maïakovsky, David Bourliouk, Andreï Bely, Alexeï Kroutchenykh ou Velimir Khlebnikov. Au cours de la Déstalinisation, Andreï Voznesensky, Robert Rojdestvensky et Boulat Okoudjava donnaient des spectacles dans son grand amphithéâtre. Élie Metchnikoff, Alexandre Fersman et Niels Bohr renouèrent avec les conférences de vulgarisation scientifique.